# テルスター18

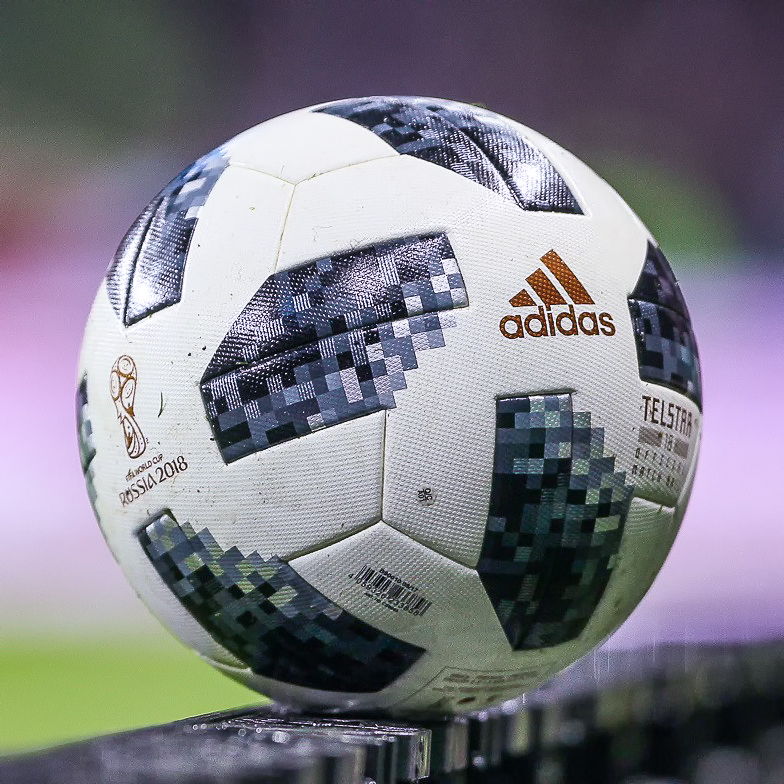
テルスター18

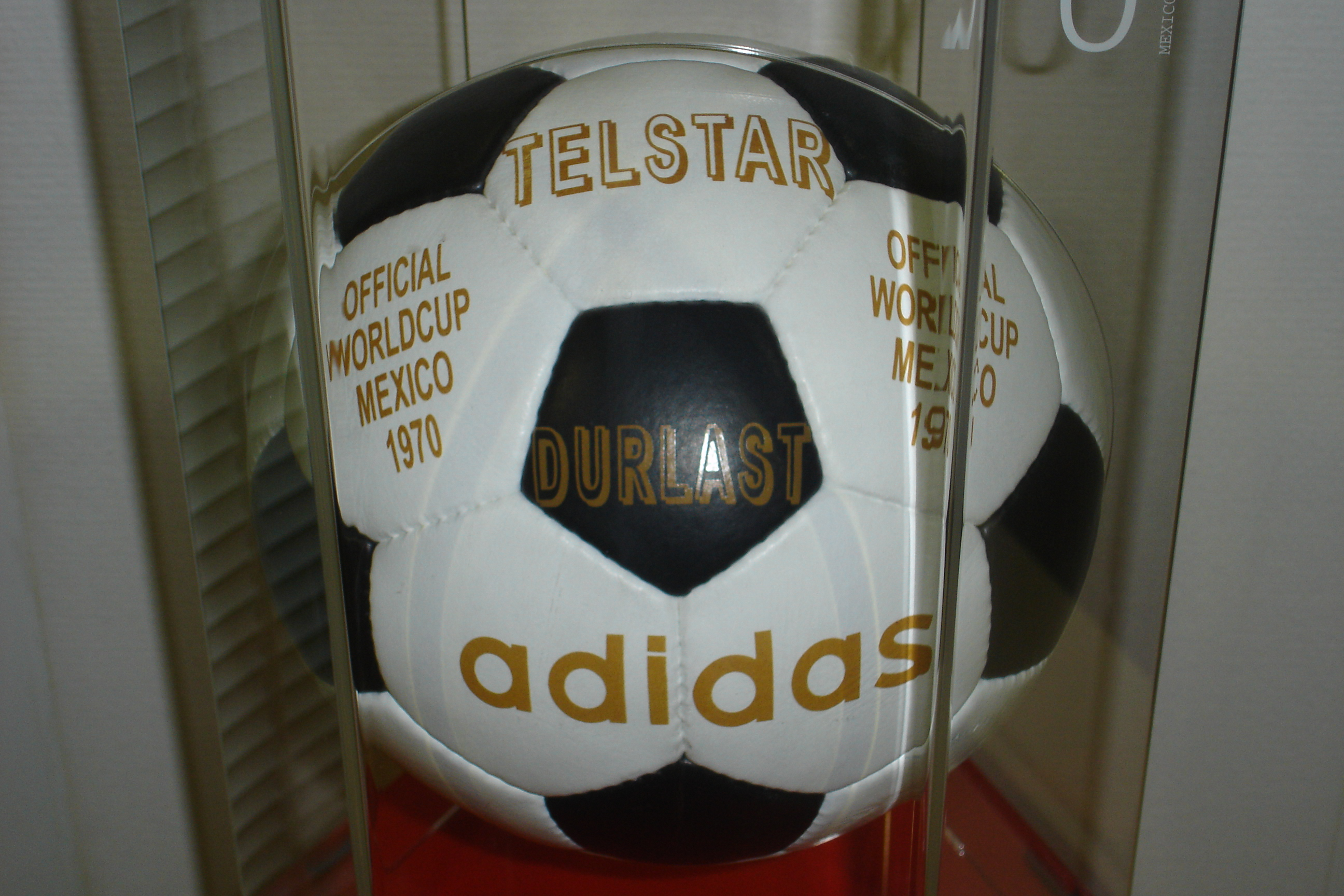
1970年のテルスター

テルスター18（Telstar 18）は、2018 FIFAワールドカップの公式試合球である。1970年大会以来公式球の製作を行っているアディダス社製（モルテンが技術協力）。

## 概要
2017年11月10日に公開された。名は「ワールドカップを世界中の人々がテレビ観戦できるようになった時代のスター」という意味であり、1970年・1974年大会の公式球・テルスターと同名である。
前回大会公式球・ブラズーカ同様、6枚均一形状・サーマルボンディングによる無縫製ボールである。パネルデザインは前回と一新された『アーバンパネルシェイプ』で、これによりボールのバランスと飛行安定性が増している。また、ボールにはNFCタグが内蔵され、スマートフォンと連動させることで様々な情報を得ることができる。

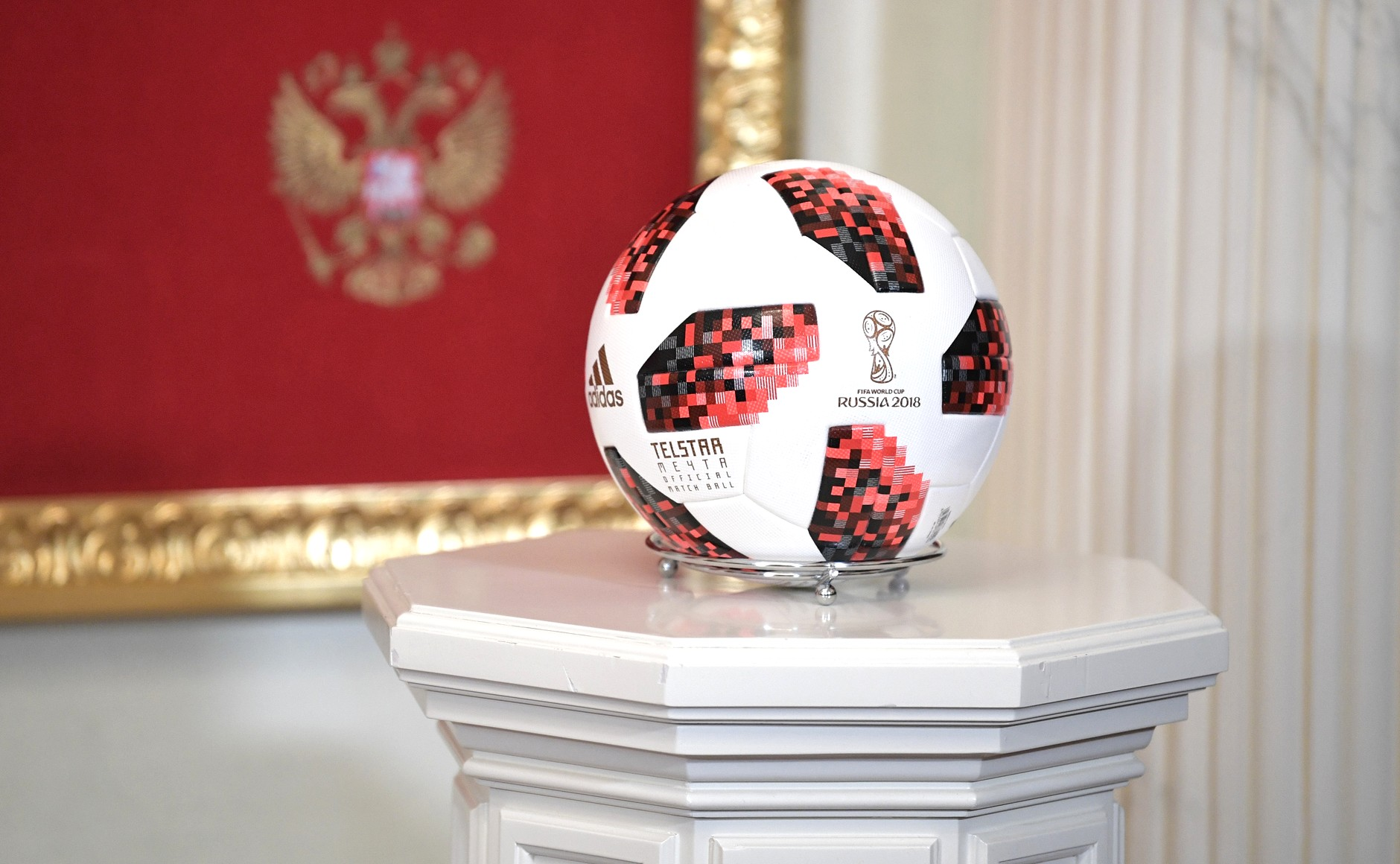
テルスター ミチター

また決勝トーナメントからは、デザインに赤色が追加されたテルスター ミチター（Telstar Mechta）が使用された。
筑波大学教授の浅井武によれば、中速のパスがよく飛ぶ一方で不安定性が抑えられており、どこを蹴るかによって軌道が大きく変わるためボールの面の把握が必要だと述べている。
海外のある研究チームによる風洞試験と表面測定の結果、ブラズーカと比べ空気抵抗が大きく、時速90キロ以上の衝撃速度で蹴った場合の飛距離はブラズーカよりも8～10％ほど短くなることが分かり、研究チームに参加した研究者の一人は「遠距離から狙うストライカーは非常に強く蹴る必要がある一方、到達速度がややブラズーカより遅いためゴールキーパーに有利である」と述べている。また、ゴールキーパー側からも大会前の地点で「つかみにくい」との批判が出ていたほか、2018年3月26日に行われたスペイン対ドイツの国際試合において使用された際に、マルク＝アンドレ・テア・シュテーゲン、ダビド・デ・ヘア、ペペ・レイナが「改善の余地がある」と批判、特にレイナは「本大会では少なくとも遠距離から35ゴールが決まる」と述べた。
2018年のJリーグでも採用されたが、リーグ戦とは別にルヴァンカップでは特別デザイン球を使用した。